# Lepus insularis
Lepus insularis (Заєць Еспіріту-Санто) — вид ссавців ряду Зайцеподібні.

## Поширення
Країна проживання: Мексика (о. Еспіріту-Санто). займає висоти від рівня моря до 300 м. Надає перевагу відкритим районам і часто зустрічається на кам'янистих схилах, дюнах і піщаних долинах.

## Поведінка
Найбільша активність проявляється протягом сутінкових годин, але, як відомо, активний в будь-який час. Живиться різнотрав'ям, і буде споживати "м'ясисті частини коротких кактусів (Stenocereus) і молоді стебла чагарників (Prosopis). Єдиний хижак острова Bassariscus astutus, ймовірно, полює на цього зайця. Крім того, деякі хижі птахи, як відомо, полюють на острові.
Шлюбний сезон, як правило, з січня по серпень. У цей час між самцями відбуваються бійки. Період вагітності становить від 41 до 43 днів, а самиці народжують навесні і влітку, два або три рази на рік. Приплід 3—4 зайченят. народжуються над землею у відкритих гніздах з повним хутром і відкритими очима. Малята активні відразу після народження. Лактації триває всього кілька днів, після чого молодь залишає матерів.

## Морфологічні ознаки
Загальна довжина становить 57,4 см, довжина хвоста 9,6 см, вуха 10,5 см. Маса тіла становить близько 2,5 кг. Самиці трохи більші за самців. Забарвлення спини чорне, посипане корицевим кольором, боки сірі. Голова від чорно-сірого до чорного з дещицею сивого волосся навколо очей і вух і на маківці. Черево від корицево-коричневого до сірого. 2n = 48 хромосом.